# خردل يوناني
الخردل اليوناني أو هِرْشْفِلْدْيَة مُبْيَضَّة أو خردل قصير (الاسم العلمي: Hirschfeldia incana)، نوع من النباتات المُزهرة من فصيلة الخردل وتعرف بالعديد من الأسماء الشائعة، الخردل الأشيب، والخردل المتوسطي. هذا هو النوع الوحيد في جنس هِرْشْفِلْدْيَة، والذي يرتبط ارتباطًا وثيقًا بالبراسيكا. هذا النوع موطنه الأصلي منطقة حوض البحر الأبيض المتوسط، ولكن يمكن العثور عليه في أجزاء كثيرة من العالم كنوع دخيل وكثيراً ما يكون من الحشائش الضارة. من ناحية المظهر فهو شديد الشبه بالخرد الأسود، لكنه أقصر عمومًا.